# ロンバード・ストリート (ロンドン)
ロンバード・ストリート (Lombard Street)とは、イギリス・ロンドンのテムズ川北岸のいわゆるシティ・オブ・ロンドン（シティ）に位置する、イングランド銀行から東に向かう約300mの通りの名称。
多くの銀行や保険会社等が軒を連ねることから、しばしばNYウォール街と比較されるロンドン金融市場の異名ともされる。イギリスでは13世紀末にエドワード1世がユダヤ系の金融業者を追放したが、この前後から北イタリアのロンバルディア出身の商人等が来住、貿易とからめ両替・為替業を営み銀行業者の地位を固めた。その後のチューダー朝、スチュアート朝下で、イギリス国民たちも金融業務に参加し、17世紀には金匠やイングランド銀行もここで銀行業を開始した。